# Robion
Robion är en kommun i departementet Vaucluse i regionen Provence-Alpes-Côte d'Azur i sydöstra Frankrike. Kommunen ligger i kantonen Cavaillon som tillhör arrondissementet Apt. År 2022 hade Robion 4 803 invånare.

## Befolkningsutveckling
Antalet invånare i kommunen Robion
| Referens: INSEE |